# I'm Thinking of Ending Things (film)
I'm Thinking of Ending Things is een Amerikaanse psychologische horrorfilm uit 2020 die geschreven en geregisseerd werd door Charlie Kaufman. Het is een verfilming van de gelijknamige roman van auteur Iain Reid. De hoofdrollen worden vertolkt door Jessie Buckley, Jesse Plemons, Toni Collette en David Thewlis.

## Verhaal
Jake reist met zijn vriendin, die overweegt om een einde aan hun relatie te maken, naar zijn ouderlijk huis. De ongemakkelijke ontmoeting met Jakes bizarre ouders en een reeks vreemde incidenten zorgen ervoor dat de jonge vrouw alles wat ze wist over haar vriend, zichzelf en de wereld in vraag begint te stellen.

## Rolverdeling
| Acteur          | Personage                           |
| --------------- | ----------------------------------- |
| Jesse Plemons   | Jake                                |
| Jessie Buckley  | Jonge vrouw                         |
| Toni Collette   | Moeder                              |
| David Thewlis   | Vader                               |
| Guy Boyd        | De conciërge                        |
| Hadley Robinson | Laurey / Tulsey Town-meisje #1      |
| Gus Birney      | Tante Eller / Tulsey Town-meisje #2 |
| Abby Quinn      | Tulsey Town-meisje #3               |
| Colby Minifie   | Yvonne                              |
| Jason Ralph     | Vriend van Yvonne                   |

## Productie
In januari 2018 raakte bekend dat Charlie Kaufman de roman I'm Thinking of Ending Things (2016) van schrijver Iain Reid zou verfilmen in samenwerking met streamingdienst Netflix. In december 2018 werd bericht dat Brie Larson en Jesse Plemons de hoofdrollen zouden vertolken. Larson haakte uiteindelijk af en werd vervangen door de Ierse actrice Jessie Buckley.
De 24 dagen durende opnames gingen op 13 maart 2019 van start in Fishkill (New York) en eindigden op 29 april 2019. Op 28 augustus 2020 ging de film in de Verenigde Staten in een select aantal bioscopen in première. Om 4 september 2020 ging de film in première op Netflix.